# Xavier de La Porte
Pour les articles homonymes, voir La Porte et Vaux.
Xavier de La Porte des Vaux, dit Xavier de La Porte, né en 1973, est un journaliste, producteur de radio et essayiste français. Il travaille au service Idées de L'Obs et est chroniqueur sur France Inter.

## Biographie
Ancien élève de l'École normale supérieure de Fontenay-Saint-Cloud, agrégé de lettres modernes, Xavier de La Porte est d'abord enseignant puis présente plusieurs émissions notamment Le service des sports et Studio 168 sur France Culture,. En 2000, il commence à travailler à la radio « par hasard ».
Il se spécialise ensuite dans les questions de société numérique, comme producteur de l'émission Place de la toile de septembre 2009 à juin 2014 diffusée le samedi après-midi sur France Culture,. Puis il devient chroniqueur quotidien de « Ce qui nous arrive sur la toile » dans Les Matins de France Culture.
Il intervient également dans la presse écrite, comme collaborateur au site Rue89, avec notamment Jade Lindgaard, comme membre du comité de rédaction de la revue Vacarme et comme chroniqueur dans le journal Le Tigre. Il est nommé rédacteur en chef de Rue89 en mai 2014.
À la rentrée 2014, il reprend la présentation de Place de la toile qui devient une simple chronique de 3 minutes intégrée chaque jeudi soir à l'émission de Laurent Goumarre Le rendez-vous toujours sur France Culture. À la rentrée 2015, Laurent Goumarre part sur France Inter où son émission devient Le nouveau rendez-vous. Xavier de La Porte tient alors une chronique de 3 minutes (« La revue numérique ») tous les matins à 8 h 45 dans Les Matins de France Culture avec Guillaume Erner. En 2015, il est le parrain de la 9e édition de la Journée du refus de l'échec scolaire organisée par l'AFEV.
Deux cents de ses chroniques de la série Ce qui nous arrive sur la toile (2013-2014) sont rassemblées dans un recueil intitulé La tête dans la toile, publié en 2016 aux éditions C&F. L'ensemble est notamment salué par Olivier Ertzscheid, qui évoque la manière dont ces chroniques glissent de l'anecdote subjective aux observations plus générales : « il part de lui, pour nous emmener sur les internets, ces internets chafouins, libertaires, ces internets sécuritaires, morcelés, corsetés, fragmentés, et de nouveau ces internets émancipateurs, libérateurs, accessibles, toujours accessibles. On y croise des hommes politiques, des capitaines d'industrie, des groupes de techno, des traités internationaux, des petits sujets, des grandes théories, de l'universel dans chaque quotidien. La voilà peut-être la deuxième force de ce livre et de son auteur, nous raconter 200 histoires différentes, dire "je" au début de presque chacune d'entre elles, et chaque fois, avec la même constante, la même distance, la même ironie ou le même dépit, nous faire faire le voyage, de l'universel au quotidien, sans jamais, jamais, sortir la tête de la toile. Quand on termine sa lecture, on se dit une chose : raconter les internets ne peut se faire que de cette manière là, en feuilleton, sans prétention de thématiser, sans ambition d'organiser autre chose que la linéarité de sa propre expérience. ».
Après l'été 2017, il quitte France Culture pour aller animer l'Heure de pointe, le 18 h-19 h 30 quotidien de Radio Nova,. Son émission, ainsi que celle d'Édouard Baer, ne sont pas reconduites à la rentrée 2018 car la radio est en difficulté financière et décide de se recentrer sur la diffusion de musique. 
À la rentrée 2018, il rejoint l'équipe de l'émission l'Instant M de Sonia Devillers sur France Inter pour une chronique intitulée la Fenêtre. Il a aussi tenu une chronique quotidienne sur le site web L'Obs dans laquelle il analyse un extrait de livre dont le passage est scanné et publié dans l'article.
Toujours pour France Inter, il est auteur depuis 2020 d'un podcast original intitulé Le Code a changé, où il se penche sur la manière dont le numérique bouleverse nos vies,.
Durant l'été 2021, il participe à plusieurs émissions de 28 minutes sur Arte, alors présenté par Jean-Mathieu Pernin.

## Ouvrages
- La Tête dans la toile, C&F Éditions, 2016  (ISBN 978-2915825626)
- Le B-A-BA du BHL[14],[15], avec Jade Lindgaard, éditions La Découverte, 2004  (ISBN 2-7071-4478-9 et 978-2-7071-4478-2)
- (coordination) Le Sport par les gestes, avec François Bégaudeau, éditions Calmann-Lévy, 2006  (ISBN 978-2-7021-3837-3)
- La Controverse pied/main, prétexte à une logique du football, éd. Ère, 2006  (ISBN 978-2-915453-16-4)